# دانيال بارينجر
دانيال بارينجر، هو جيولوجي أمريكي، ولد في 25 مايو 1860 في رالي في الولايات المتحدة، وتوفي في 30 نوفمبر 1929 في فيلادلفيا في الولايات المتحدة.